# Војислав Бумбаширевић
Војислав Бумбаширевић (Мачкат, 1874— ?) био је официр војске Краљевине Србије за време Балканских и Првог светског рата, пуковник војске Краљевине Југославије и носилац Ордена Карађорђеве звезде са мачевима.
Рођен је 30. марта 1874. године у Мачкату, општина Чајетина. Основну школу и три разреда гимназије је завршио у Ужицу, а потом Пешадијску подофицирску школу. За пешадијског потпоручника произведен је 1901. године, за поручника 1905. године, за капетана I класе 1912. чин мајора 1913. године и потпуковника и пуковника 1916, односно 1923. године.
Од почетка ослободилачких ратова и за време Првог светског рата обављао је дужности командира вода, чете и команданта батаљона. У послератном периоду био је командант Панчевачког, Сремско-митровачког, Призренског, Вараждинског и Карловачког војног округа, до 30. октобра 1937. године, када је отишао у пензију.

## Одликовања и споменице
- Орден Карађорђеве звезде са мачевима IV реда,
- Златна Медаља за храброст Милош Обилић
- Орден Белог орла V реда,
- Три Ордена Белог орла IV реда,
- Медаља за војничке врлине,
- Орден југословенске круне V реда,
- Орден југословенске круне III реда,
- Орден Светог Саве V реда,
- Орден Светог Саве III реда,
- Руски Орден Св. Станислава са мачевима III реда,
- Француски Ратни крст са палмама,
- Италијанска Сребрна медаља
- Албанска споменица